# Serviciul Hidrometeorologic de Stat

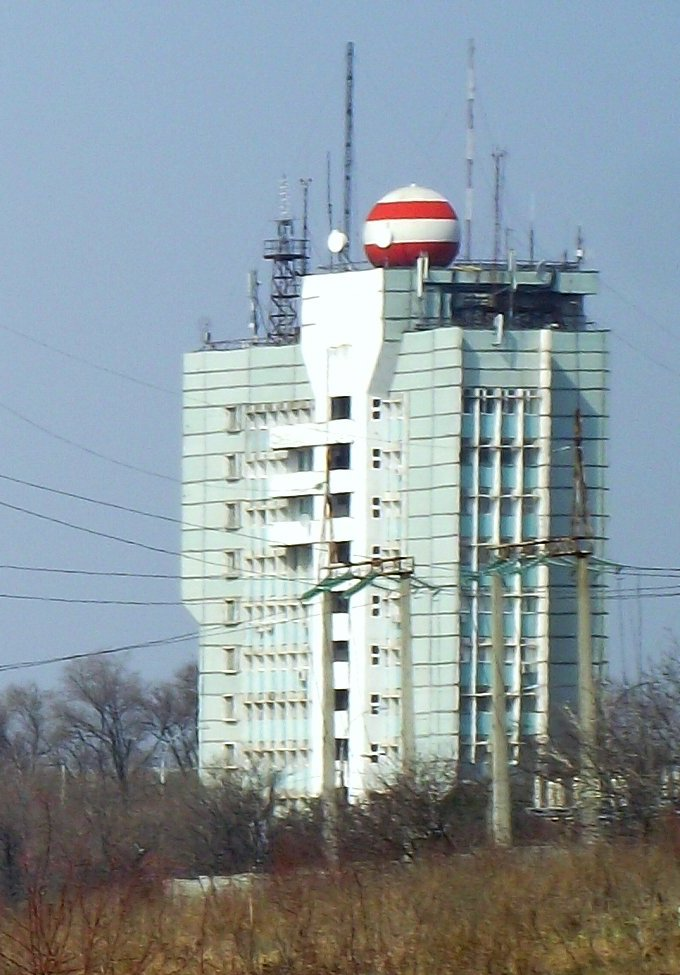
Sediul Serviciului Hidrometeorologic de Stat

Serviciul Hidrometeorologic de Stat al Republicii Moldova (SHS; în trecut Centrul Hidrometeorologic din Chișinău; str. Grenoble 259) este o instituție care dirijează activitatea rețelei meteorologice, realizează observații aviameteorologice, hidrologice și aerologice și studiază regimul hidrometeorologic al Republicii Moldova. De asemenea, SHS culege, generalizează și difuzează informații privind situația meteo în țară. Pe baza datelor furnizate este elaborată prognoza meteo, sunt create ghiduri și agende, buletine agrometeorologice etc. Datele Centrului Hidrometeorologic sunt folosite și în alte domenii: planificarea de perspectivă, proiectarea construcțiilor ș.a.m.d.

## Istorie
Primele observații meteorologice pe teritoriul actual al țării au fost efectuate la Chișinău în 1844. În 1878 a fost înființat primul post hidrologic pe fluviul Nistru, la Tighina. La scurt timp, au fost începute observațiile meteorologice în cinci localități, printre care Briceni (1887), Soroca (1890), Comrat (1892), Tiraspol (1898). La sfârșitul secolului al XIX-lea se efectuat observații meteorologice staționare în 11 puncte, iar hidrologice în șase.
În octombrie 1944, a fost creată Direcția serviciului hidrometeorologic a Moldovei, astfel fiind puse bazele dezvoltării planificate a observațiilor  hidrometeorologice în țară. Noua instituție a fost condusă o perioadă lungă de P. Panteleev. În perioada postbelică a început restabilirea în masă a stațiilor și posturilor care funcționau anterior și au fost deschise noi posturi și organizate noi genuri de observații. În 1946, la Chișinău a fost lansată prima radiosondă meteorologică. În 1953 a fost deschisă stația de bilanț hidric, iar în 1957 stația hidrologică la bazinul de apă Dubăsari. În 1954 au început observațiile asupra componentelor bilanțului radiativ. Din 1957 radiosondarea verticală a atmosferei are loc permanent.
La mijlocul anilor 1950, rețeaua hidrometeorologică a republicii a ajuns la o densitate optimă. În 1956, a fost fondat Observatorul Hidrometeorologic (reorganizat  în 1982 în Centrul Hidrometeorologic), care asigura dirijarea metodică a rețelei de observații, înzestrarea ei cu utilaj și echipament, implementarea noilor tipuri  de observații, cât și generalizarea materialelor de observații sub formă de buletine lunare, anuare, îndrumări etc.
După independență, la începutul anilor 1990, Serviciul Hidrometeorologic de Stat devine și el o instituție independentă. În 1994, Serviciul devine membru al Organizației Meteorologice Mondiale (OMM) și membru al Consiliului internațional pentru hidrometeorologie al statelor CSI.
La 9 octombrie 2008, în sectorul Botanica al municipiului a fost inaugurat un nou sediu al Serviciului Hidrometeorologic de Stat.

## Organizare și subordonare
Conform Hotărârii Guvernului nr. 695 din 30 august 2017, SHS activează sub autoritatea Ministerului Agriculturii, Dezvoltării Regionale și Mediului. Activitatea este reglementată prin Hotărârea Guvernului nr. 401 din 3 aprilie 2003 și de Regulamentul aprobat de ministerul de resort privind organizarea și funcționarea SHS.
SHS este structurat în patru centre de profil: Centrul Meteorologic, Centrul Hidrologic, Centrul Administrativ,  Centrul Suport Logistic.
Serviciul îndeplinește următoarele atribuții:
- Monitorizarea condițiilor hidrometeorologice pentru protejarea populației și economiei naționale
- Emiterea de avertizări meteorologice și hidrologice, transmise autorităților și publicului
- Asigurarea cu informații hidrometeorologice a autorităților, agenților economici, sectorului de apărare și populației
- Gestionarea Fondului Național de Date Hidrometeorologice, parte a Fondului Arhivistic al Republicii Moldova
- Participarea la schimbul internațional de date hidrometeorologice și la convențiile internaționale
- Cercetări științifice și aplicative în domeniile de competență

SHS elaborează buletine informaționale cu diferite periodicități: zilnică, săptămânală, lunară, trimestrială etc., destinate:
- Autorităților centrale și locale
- Populației – prin mass-media
- Sectorului energetic, agricol, silvic, transporturilor
- Autorităților din domeniul sănătății și protecției mediului

Activitatea SHS este reglementată de un cadru legislativ extins, ce include:
- Legea nr. 272/2011 privind apele
- Legea nr. 1102/1997 privind resursele naturale
- HG nr. 763/2013 privind Regulamentul Cadastrului de Stat al apelor
- HG nr. 330/2006 privind nomenclatorul serviciilor SHS
- HG nr. 594/2017 privind reorganizarea administrației publice centrale

Republica Moldova este stat membru al Organizației Meteorologice Mondiale (OMM) din 1994, conform Hotărârii Parlamentului nr. 210-XIII. Directorul SHS reprezintă țara în cadrul OMM. La nivel regional, în baza Acordului semnat la 8 februarie 1992. SHS contribuie la implementarea Acordului de Asociere cu Uniunea Europeană, ratificat prin Legea nr. 112/2014, și participă la acțiunile pentru aplicarea prevederilor Convenției de la Aarhus privind accesul publicului la informații de mediu.